# آق‌بلاغ (سنقر)
آق‌بلاغ (سنقر)، روستایی از توابع بخش مرکزی شهرستان سنقر در استان کرمانشاه ایران است. زبان مردم این روستا کردی است.
از مشاهیر این روستا می‌توان از حمدالله دکامی یاد کرد.

## جمعیت
این روستا در دهستان سرآب قرار دارد و براساس سرشماری مرکز آمار ایران در سال ۱۳۸۵، جمعیت آن ۹۷۶ نفر (۲۱۲خانوار) بوده‌است.